# Andrea Hanna Hünniger
Andrea Hanna Hünniger (* 13. Oktober 1984 in Weimar) ist eine deutsche Journalistin und Buchautorin.

## Leben
Hünniger wuchs in Weimar-West auf. 2003 legte sie das Abitur ab. 2005 war sie Chefredakteurin eines Göttinger Stadtmagazins. Sie studierte Kulturwissenschaften, Philosophie und Geschichte in Göttingen und Berlin.
Hünniger schreibt als freie Journalistin für die Frankfurter Allgemeine Zeitung, Frankfurter Allgemeine Sonntagszeitung, Die Zeit, Zeit Online, Welt am Sonntag und die Krautreporter. Zudem ist sie als Literaturagentin tätig.
2017 übernahm sie als Redaktionsleiterin die Sendung Applaus und raus, den Late-Night-Talk mit Oliver Polak. Die Show erhielt den Grimme-Preis 2017 in der Kategorie „Unterhaltung“.
Als Gast in der Sendung Maybrit Illner bekannte Hünniger im Vorfeld der Bundestagswahl 2013, noch nie in ihrem Leben gewählt zu haben.
Sie lebt in Regensburg und war einige Jahre mit der Schriftstellerin Helene Hegemann zusammen. Zusammen waren sie im Juli 2015 auf der Titelseite des Magazins Emma abgebildet.

## BuchDas Paradies
Die Erfahrungen ihrer Kindheit und Jugend im Plattenbau-Viertel Weimar-West flossen in ein autobiografisches Buch Das Paradies. Meine Jugend nach der Mauer ein, das 2011 erschien. 
Tobias Becker vom Spiegel äußerte sich lobend. 
Für Christoph Schröder von der taz ist das Buch in unterschiedlichsten Stillagen erzählt, mal popjournalistisch, mal reflektiert distanziert, mal im Kinderton, und es sei „ein wütender Kampf um Würde, der ein wenig zu demonstrativ hinter der trotzigen Attitüde von Coolness verschwindet“.
Die Rezension des Tagesspiegels beschreibt das Buch als „autobiografische Erzählung, die versucht, aus Erinnerungsstücken die Geschichte zu konstruieren“. Karoline Laarmann äußert sich in der 1 Live-Sendung Plan B positiv über das Buch und die Autorin. Jörg Magenau von der Süddeutschen Zeitung, las das Buch mit Vergnügen, hält aber die Verlagsbeschreibung der „Sammlung von Geschichten aus dem Familienleben“ als Sachbuch für falsch und urteilt: „Weil sie ganz individuell und nicht etwa ,typisch‘ sein möchte, ist sie in erster Linie langweilig. Denn das Individuelle ist austauschbar“.

## Publikationen
- Andrea Hanna Hünniger: Das Paradies – Meine Jugend nach der Mauer. Tropen-Verlag, Stuttgart 2011, ISBN 978-3-608-50305-0 (Buch über die Kinder- und Jugendzeit der Autorin in Weimar-West).
- Göttingen kompakt: eine Stadt anders sehen mit Manfred Wolter; Mauritz und Grewe, Göttingen 2005, ISBN 3-938883-01-4.
- Andrea Hanna Hünniger: Kein Leben im Museum (PDF), Beitrag in klassisch modern : das Magazin der Klassik Stiftung Weimar, Weimar 2023